# King & Queen of the Ring (2024)
King and Queen of the Ring 2024 là sự kiện đấu vật chuyên nghiệp do công ty WWE của Mỹ tổ chức. Sự kiện King of the Ring lần thứ 12 diễn ra vào ngày 25 tháng 5 năm 2024, tại Jeddah Super Dome ở Jeddah, Ả Rập Xê Út. Nó được phát sóng thông qua trả tiền cho mỗi lần xem (PPV) và phát trực tiếp, đồng thời có sự góp mặt của các đô vật từ Raw và SmackDown. Sự kiện này sẽ tổ chức các trận chung kết của cả giải đấu King of the Ring lần thứ 23 và giải đấu Queen of the Ring lần thứ hai, với các giải đấu cuối cùng cho mỗi giải đấu được tổ chức vào năm 2021.
Đây là sự kiện thứ 11 mà WWE tổ chức tại Ả Rập Xê Út với mối quan hệ hợp tác 10 năm để hỗ trợ Saudi Vision 2030, do đó đánh dấu sự kiện King of the Ring đầu tiên được tổ chức bên ngoài Hoa Kỳ. Sự kiện ban đầu dự kiến được tổ chức tại cùng địa điểm vào tháng 5 năm 2023, nhưng kế hoạch đã thay đổi và được thay thế bằng Night of Champions. Đây sẽ là sự kiện King of the Ring đầu tiên kể từ năm 2015, được phát trực tiếp độc quyền trên WWE Network, sự kiện đầu tiên phát trực tiếp trên Peacock ở Hoa Kỳ, sự kiện đầu tiên phát sóng trên PPV truyền thống kể từ năm 2002 và là sự kiện dành riêng đầu tiên cho Giải đấu Queen of the Ring, ban đầu được thành lập vào năm 2021 với tên gọi giải đấu Queen's Crown.
Sáu trận đấu đã được diễn ra tại sự kiện, bao gồm một trận đấu Countdown to King and Queen of the Ring pre-show. Trong trận đấu tâm điểm, Cody Rhodes đã đánh bại Logan Paul để giữ lại chức vô địch SmackDown's Undisputed WWE Championship. Trong các trận đấu nổi bật khác, Gunther của Raw đã đánh bại Randy Orton của SmackDown để giành chức vô địch giải đấu King of the Ring, giành được một suất trận đấu tranh đai vô địch World Heavyweight Championship tại SummerSlam, Nia Jax của SmackDown đã đánh bại Lyra Valkyria của Raw để giành chức vô địch giải đấu Queen of the Ring, giành được một suất trận đấu tranh đai vô địch WWE Women's Championship tại SummerSlam, và trong trận mở màn, Liv Morgan đã đánh bại Becky Lynch để giành chức vô địch Raw's Women's World Championship của Raw.

## Sản xuất
Đầu năm 2018, tổ chức quảng bá đấu vật chuyên nghiệp của Mỹ WWE đã bắt đầu mối quan hệ đối tác chiến lược đa nền tảng kéo dài 10 năm với Bộ Thể thao (trước đây là Tổng cục Thể thao) để hỗ trợ Saudi Vision 2030, chương trình cải cách kinh tế và xã hội của Ả Rập Saudi. Vào tháng 3 năm 2023, WWE đã lên lịch cho một sự kiện ở Ả Rập Xê Út mang tên King & Queen of the Ring tại Jeddah Super Dome ở Jeddah, sự kiện này lẽ ra sẽ hồi sinh chuỗi sự kiện King of the Ring nhưng với việc đổi thương hiệu; tuy nhiên, vào ngày 13 tháng 4, có thông tin tiết lộ rằng kế hoạch này đã bị hủy bỏ và sự kiện được thay thế bằng Night of Champions. Fightful sau đó đã báo cáo rằng WWE không có kế hoạch dời lại King and Queen of the Ring vào cuối năm đó, nhưng sự kiện này có thể được sử dụng cho một buổi biểu diễn ở Ả Rập Saudi trong tương lai.
Vào ngày 7 tháng 4 năm 2024, trong đêm thứ hai của WrestleMania XL, WWE đã công bố kế hoạch tiếp tục tổ chức sự kiện King & Queen of the Ring ở Ả Rập Xê Út tại Jeddah Super Dome, do đó đánh dấu sự kiện King of the Ring thứ 12 và sự kiện tổng thể thứ 11 ở quan hệ đối tác của Ả Rập Xê Út. Nó dự kiến được tổ chức vào ngày 25 tháng 5 năm 2024. Đây là sự kiện đánh dấu sự kiện King of the Ring đầu tiên kể từ năm 2015, được phát trực tiếp độc quyền trên WWE Network, sự kiện đầu tiên phát trực tiếp trên Peacock ở Hoa Kỳ, sự kiện đầu tiên phát sóng trên kênh truyền thống PPV kể từ năm 2002 và là sự kiện King of the Ring đầu tiên được tổ chức bên ngoài Hoa Kỳ. Người ta cũng xác nhận rằng Friday Night SmackDown ngày 24 tháng 5 sẽ lần đầu tiên diễn ra ở Ả Rập Xê Út.
Sự kiện King of the Ring ban đầu chủ yếu dựa trên giải đấu King of the Ring, một giải đấu loại trực tiếp dành cho nam được WWE thành lập vào năm 1985 với người chiến thắng sẽ được trao vương miện "King of the Ring". Nó được tổ chức hàng năm cho đến năm 1991, ngoại trừ năm 1990. Những giải đấu đầu tiên này là những chương trình đặc biệt không được truyền hình. Nó tiếp tục là PPV tháng 6 hàng năm cho đến sự kiện năm 2002, là sự kiện King of the Ring cuối cùng được sản xuất dưới dạng PPV. Sau khi kết thúc niên đại PPV, giải đấu bắt đầu được tổ chức định kỳ vài năm một lần tại các PPV khác hoặc trên các chương trình truyền hình hàng tuần của WWE. WWE sau đó đã khôi phục sự kiện này vào năm 2015, nhưng nó lại bị ngừng do giải đấu lại được tổ chức định kỳ trên các chương trình khác của WWE. Với sự hồi sinh và đổi tên thành King & Queen of the Ring vào năm 2024, sự kiện sẽ chứng kiến trận chung kết của giải đấu King of the Ring lần thứ 23 và giải đấu Queen of the Ring thứ hai (ban đầu được gọi là Queen's Crown), được thành lập với tên gọi đối tác nữ vào năm 2021 với người chiến thắng được trao vương miện "Nữ hoàng nhẫn", do đó là sự kiện dành riêng đầu tiên cho Nữ hoàng nhẫn. Giải đấu King of the Ring cuối cùng cũng được tổ chức vào năm 2021.

## Tổ chức
| Vai trò                         | Tên                                   |
| ------------------------------- | ------------------------------------- |
| Bình luận viên tiếng Anh        | Michael Cole                          |
| Bình luận viên tiếng Anh        | Corey Graves                          |
| Bình luận viên tiếng Ả Rập      | Faisal Al-Mughaisib                   |
| Bình luận viên tiếng Ả Rập      | Jude Al-Dajani                        |
| Thông báo viên sàn đấu          | Mike Rome                             |
| Thông báo viên sàn đấu          | Ibrahim Al Hajjaj (trận đấu tâm điểm) |
| Trọng tài                       | Shawn Bennett                         |
| Trọng tài                       | Jessika Carr                          |
| Trọng tài                       | Dan Engler                            |
| Trọng tài                       | Daphne Lashaunn                       |
| Trọng tài                       | Ryan Tran                             |
| Phỏng vấn viên                  | Byron Saxton                          |
| Người điều khiển trước trận đấu | Kayla Braxton                         |
| Người điều khiển trước trận đấu | Kevin Owens                           |
| Người điều khiển trước trận đấu | Big E                                 |
| Người điều khiển trước trận đấu | Wade Barrett                          |

## Kết quả
| #                                           | Kết quả                                                                                     | Thể loại | Thời gian |
| ------------------------------------------- | ------------------------------------------------------------------------------------------- | --- | --------- |
| 1                                           | Bianca Belair và Jade Cargill (c) đánh bại Candice LeRae và Indi Hartwell bằng đòn kết liễu | Trận đấu đồng đội tranh đai WWE Women's Tag Team Championship | 8:05      |
| 2                                           | Liv Morgan đánh bại Becky Lynch (c) bằng đòn kết liễu                                       | Trận đấu đơn tranh đai Women's World Championship | 16:25     |
| 3                                           | Sami Zayn (c) đánh bại Chad Gable (đi với Otis) và Bronson Reed bằng đòn kết liễu           | Trận đấu tay ba tranh đai WWE Intercontinental Championship | 13:40     |
| 4                                           | Nia Jax (SmackDown) đánh bại Lyra Valkyria (Raw) bằng đòn kết liễu                          | Chung kết Queen of the Ring tournament Sau khi Jax thắng, thương hiệu của cô ấy giành được một suất trận đấu tranh đai vô địch WWE Women's Championship tại SummerSlam.                | 9:40      |
| 5                                           | Gunther (Raw) đánh bại Randy Orton (SmackDown) bằng đòn kết liễu                            | Chung kết King of the Ring tournament Sau khi Gunther won, thắng, thương hiệu của anh ấy giành được một suất trận đấu tranh đai vô địch World Heavyweight Championship tại SummerSlam. | 21:50     |
| 6                                           | Cody Rhodes (c) đánh bại Logan Paul bằng đòn kết liễu                                       | Trận đấu đơn tranh đai Undisputed WWE Championship | 24:20     |
| - (c) – chỉ người vô địch bước vào trận đấu |                                                                                             | |           |

### Giải đấu King of the Ring
|  | Vòng 1 (Raw, 6 Tháng 5) (SmackDown, 10 Tháng 5) (WWE Live, 11–12 Tháng 5) | Vòng 1 (Raw, 6 Tháng 5) (SmackDown, 10 Tháng 5) (WWE Live, 11–12 Tháng 5) |               |               | Tứ kết (Raw, 13 Tháng 5) (SmackDown, 17 Tháng 5) | Tứ kết (Raw, 13 Tháng 5) (SmackDown, 17 Tháng 5) |  |  | Bán kết (Raw, 20 Tháng 5) (SmackDown, 24 Tháng 5) | Bán kết (Raw, 20 Tháng 5) (SmackDown, 24 Tháng 5) |  |  | Chung kết (King & Queen of the Ring, 25 Tháng 5) | Chung kết (King & Queen of the Ring, 25 Tháng 5) |  |
|  |                                                                           |                                                                           |               |               |                                                  |                                                  |  |  |                                                   |                                                   |  |  |                                                  |                                                  |  |
|  | Gunther                                                                   | Sub                                                                       |               |               |                                                  |                                                  |  |  |                                                   |                                                   |  |  |                                                  |                                                  |  |
|  | Gunther                                                                   | Sub                                                                       |               |               |                                                  |                                                  |  |  |                                                   |                                                   |  |  |                                                  |                                                  |  |
|  | Sheamus                                                                   | 21:05                                                                     |               |               |                                                  |                                                  |  |  |                                                   |                                                   |  |  |                                                  |                                                  |  |
|  | Sheamus                                                                   | 21:05                                                                     |               | Gunther       | Sub                                              |                                                  |  |  |                                                   |                                                   |  |  |                                                  |                                                  |  |
|  |                                                                           |                                                                           |               | Gunther       | Sub                                              |                                                  |  |  |                                                   |                                                   |  |  |                                                  |                                                  |  |
|  |                                                                           |                                                                           | Kofi Kingston | 13:50         |                                                  |                                                  |  |  |                                                   |                                                   |  |  |                                                  |                                                  |  |
|  | Kofi Kingston                                                             |                                                                           | Kofi Kingston | 13:50         |                                                  |                                                  |  |  |                                                   |                                                   |  |  |                                                  |                                                  |  |
|  |                                                                           |                                                                           |               |               |                                                  |                                                  |  |  |                                                   |                                                   |  |  |                                                  |                                                  |  |
|  | Rey Mysterio                                                              |                                                                           |               |               |                                                  |                                                  |  |  |                                                   |                                                   |  |  |                                                  |                                                  |  |
|  |                                                                           | Gunther                                                                   | Sub           |               |                                                  |                                                  |  |  |                                                   |                                                   |  |  |                                                  |                                                  |  |
|  | Raw                                                                       | Gunther                                                                   | Sub           |               |                                                  |                                                  |  |  |                                                   |                                                   |  |  |                                                  |                                                  |  |
|  |                                                                           |                                                                           | Jey Uso       | 17:40         |                                                  |                                                  |  |  |                                                   |                                                   |  |  |                                                  |                                                  |  |
|  | Ricochet                                                                  | 14:00                                                                     | Jey Uso       | 17:40         |                                                  |                                                  |  |  |                                                   |                                                   |  |  |                                                  |                                                  |  |
|  | Ricochet                                                                  | 14:00                                                                     |               |               |                                                  |                                                  |  |  |                                                   |                                                   |  |  |                                                  |                                                  |  |
|  | Ilja Dragunov                                                             | Ghim                                                                      |               |               |                                                  |                                                  |  |  |                                                   |                                                   |  |  |                                                  |                                                  |  |
|  | Ilja Dragunov                                                             | Ghim                                                                      |               | Ilja Dragunov | 13:15                                            |                                                  |  |  |                                                   |                                                   |  |  |                                                  |                                                  |  |
|  |                                                                           |                                                                           |               | Ilja Dragunov | 13:15                                            |                                                  |  |  |                                                   |                                                   |  |  |                                                  |                                                  |  |
|  |                                                                           |                                                                           | Jey Uso       | Ghim          |                                                  |                                                  |  |  |                                                   |                                                   |  |  |                                                  |                                                  |  |
|  | Jey Uso                                                                   | Ghim                                                                      | Jey Uso       | Ghim          |                                                  |                                                  |  |  |                                                   |                                                   |  |  |                                                  |                                                  |  |
|  | Jey Uso                                                                   | Ghim                                                                      |               |               |                                                  |                                                  |  |  |                                                   |                                                   |  |  |                                                  |                                                  |  |
|  | Finn Bálor                                                                | 13:35                                                                     |               |               |                                                  |                                                  |  |  |                                                   |                                                   |  |  |                                                  |                                                  |  |
|  | Finn Bálor                                                                | 13:35                                                                     | Gunther       |               |                                                  |                                                  |  |  |                                                   |                                                   |  |  |                                                  |                                                  |  |
|  |                                                                           |                                                                           |               |               |                                                  |                                                  |  |  |                                                   |                                                   |  |  |                                                  |                                                  |  |
|  |                                                                           |                                                                           | Randy Orton   |               |                                                  |                                                  |  |  |                                                   |                                                   |  |  |                                                  |                                                  |  |
|  | AJ Styles                                                                 | 17:14                                                                     |               |               |                                                  |                                                  |  |  |                                                   |                                                   |  |  |                                                  |                                                  |  |
|  | AJ Styles                                                                 | 17:14                                                                     |               |               |                                                  |                                                  |  |  |                                                   |                                                   |  |  |                                                  |                                                  |  |
|  | Randy Orton                                                               | Ghim                                                                      |               |               |                                                  |                                                  |  |  |                                                   |                                                   |  |  |                                                  |                                                  |  |
|  | Randy Orton                                                               | Ghim                                                                      |               | Randy Orton   | Ghim                                             |                                                  |  |  |                                                   |                                                   |  |  |                                                  |                                                  |  |
|  |                                                                           |                                                                           |               | Randy Orton   | Ghim                                             |                                                  |  |  |                                                   |                                                   |  |  |                                                  |                                                  |  |
|  |                                                                           |                                                                           | Carmelo Hayes | 10:26         |                                                  |                                                  |  |  |                                                   |                                                   |  |  |                                                  |                                                  |  |
|  | Baron Corbin                                                              | 6:17                                                                      | Carmelo Hayes | 10:26         |                                                  |                                                  |  |  |                                                   |                                                   |  |  |                                                  |                                                  |  |
|  | Baron Corbin                                                              | 6:17                                                                      |               |               |                                                  |                                                  |  |  |                                                   |                                                   |  |  |                                                  |                                                  |  |
|  | Carmelo Hayes                                                             | Ghim                                                                      |               |               |                                                  |                                                  |  |  |                                                   |                                                   |  |  |                                                  |                                                  |  |
|  | Carmelo Hayes                                                             | Ghim                                                                      |               | Randy Orton   | Ghim                                             |                                                  |  |  |                                                   |                                                   |  |  |                                                  |                                                  |  |
|  | SmackDown                                                                 |                                                                           |               | Randy Orton   | Ghim                                             |                                                  |  |  |                                                   |                                                   |  |  |                                                  |                                                  |  |
|  |                                                                           |                                                                           | Tama Tonga    | 13:58         |                                                  |                                                  |  |  |                                                   |                                                   |  |  |                                                  |                                                  |  |
|  | LA Knight                                                                 |                                                                           | Tama Tonga    | 13:58         |                                                  |                                                  |  |  |                                                   |                                                   |  |  |                                                  |                                                  |  |
|  |                                                                           |                                                                           |               |               |                                                  |                                                  |  |  |                                                   |                                                   |  |  |                                                  |                                                  |  |
|  | Santos Escobar                                                            |                                                                           |               |               |                                                  |                                                  |  |  |                                                   |                                                   |  |  |                                                  |                                                  |  |
|  |                                                                           | LA Knight                                                                 | 8:48          |               |                                                  |                                                  |  |  |                                                   |                                                   |  |  |                                                  |                                                  |  |
|  |                                                                           |                                                                           | 8:48          |               |                                                  |                                                  |  |  |                                                   |                                                   |  |  |                                                  |                                                  |  |
|  |                                                                           |                                                                           | Tama Tonga    | Ghim          |                                                  |                                                  |  |  |                                                   |                                                   |  |  |                                                  |                                                  |  |
|  | Angelo Dawkins                                                            | 2:28                                                                      | Tama Tonga    | Ghim          |                                                  |                                                  |  |  |                                                   |                                                   |  |  |                                                  |                                                  |  |
|  | Angelo Dawkins                                                            | 2:28                                                                      |               |               |                                                  |                                                  |  |  |                                                   |                                                   |  |  |                                                  |                                                  |  |
|  | Tama Tonga                                                                | Ghim                                                                      |               |               |                                                  |                                                  |  |  |                                                   |                                                   |  |  |                                                  |                                                  |  |

### Giải đấu Queen of the Ring
|  | Vòng 1 (Raw, 6 Tháng 5) (SmackDown, 10 Tháng 5) (WWE Live, 11–12 Tháng 5) | Vòng 1 (Raw, 6 Tháng 5) (SmackDown, 10 Tháng 5) (WWE Live, 11–12 Tháng 5) |               |                | Tứ kết (Raw, 13 Tháng 5) (SmackDown, 17 Tháng 5) | Tứ kết (Raw, 13 Tháng 5) (SmackDown, 17 Tháng 5) |  |  | Bán kết (Raw, 20 Tháng 5) (SmackDown, 24 Tháng 5) | Bán kết (Raw, 20 Tháng 5) (SmackDown, 24 Tháng 5) |  |  | Chung kết (King & Queen of the Ring, 25 Tháng 5) | Chung kết (King & Queen of the Ring, 25 Tháng 5) |  |
|  |                                                                           |                                                                           |               |                |                                                  |                                                  |  |  |                                                   |                                                   |  |  |                                                  |                                                  |  |
|  | Shayna Baszler                                                            |                                                                           |               |                |                                                  |                                                  |  |  |                                                   |                                                   |  |  |                                                  |                                                  |  |
|  |                                                                           |                                                                           |               |                |                                                  |                                                  |  |  |                                                   |                                                   |  |  |                                                  |                                                  |  |
|  | Maxxine Dupri                                                             | [ 17 ]                                                                    |               |                |                                                  |                                                  |  |  |                                                   |                                                   |  |  |                                                  |                                                  |  |
|  | Maxxine Dupri                                                             | [ 17 ]                                                                    |               | Shayna Baszler | 10:00                                            |                                                  |  |  |                                                   |                                                   |  |  |                                                  |                                                  |  |
|  |                                                                           |                                                                           |               | Shayna Baszler | 10:00                                            |                                                  |  |  |                                                   |                                                   |  |  |                                                  |                                                  |  |
|  |                                                                           |                                                                           | Iyo Sky       | Ghim           |                                                  |                                                  |  |  |                                                   |                                                   |  |  |                                                  |                                                  |  |
|  | Iyo Sky                                                                   | Ghim                                                                      | Iyo Sky       | Ghim           |                                                  |                                                  |  |  |                                                   |                                                   |  |  |                                                  |                                                  |  |
|  | Iyo Sky                                                                   | Ghim                                                                      |               |                |                                                  |                                                  |  |  |                                                   |                                                   |  |  |                                                  |                                                  |  |
|  | Natalya                                                                   | 10:20                                                                     |               |                |                                                  |                                                  |  |  |                                                   |                                                   |  |  |                                                  |                                                  |  |
|  | Natalya                                                                   | 10:20                                                                     |               | Iyo Sky        | 19:15                                            |                                                  |  |  |                                                   |                                                   |  |  |                                                  |                                                  |  |
|  | Raw                                                                       |                                                                           |               | Iyo Sky        | 19:15                                            |                                                  |  |  |                                                   |                                                   |  |  |                                                  |                                                  |  |
|  |                                                                           |                                                                           | Lyra Valkyria | Ghim           |                                                  |                                                  |  |  |                                                   |                                                   |  |  |                                                  |                                                  |  |
|  | Dakota Kai                                                                | 8:50                                                                      | Lyra Valkyria | Ghim           |                                                  |                                                  |  |  |                                                   |                                                   |  |  |                                                  |                                                  |  |
|  | Dakota Kai                                                                | 8:50                                                                      |               |                |                                                  |                                                  |  |  |                                                   |                                                   |  |  |                                                  |                                                  |  |
|  | Lyra Valkyria                                                             | Ghim                                                                      |               |                |                                                  |                                                  |  |  |                                                   |                                                   |  |  |                                                  |                                                  |  |
|  | Lyra Valkyria                                                             | Ghim                                                                      |               | Lyra Valkyria  | Ghim                                             |                                                  |  |  |                                                   |                                                   |  |  |                                                  |                                                  |  |
|  |                                                                           |                                                                           |               | Lyra Valkyria  | Ghim                                             |                                                  |  |  |                                                   |                                                   |  |  |                                                  |                                                  |  |
|  |                                                                           |                                                                           | Zoey Stark    | 9:00           |                                                  |                                                  |  |  |                                                   |                                                   |  |  |                                                  |                                                  |  |
|  | Ivy Nile                                                                  | 5:20                                                                      | Zoey Stark    | 9:00           |                                                  |                                                  |  |  |                                                   |                                                   |  |  |                                                  |                                                  |  |
|  | Ivy Nile                                                                  | 5:20                                                                      |               |                |                                                  |                                                  |  |  |                                                   |                                                   |  |  |                                                  |                                                  |  |
|  | Zoey Stark                                                                | Ghim                                                                      |               |                |                                                  |                                                  |  |  |                                                   |                                                   |  |  |                                                  |                                                  |  |
|  | Zoey Stark                                                                | Ghim                                                                      | Lyra Valkyria |                |                                                  |                                                  |  |  |                                                   |                                                   |  |  |                                                  |                                                  |  |
|  |                                                                           |                                                                           |               |                |                                                  |                                                  |  |  |                                                   |                                                   |  |  |                                                  |                                                  |  |
|  |                                                                           |                                                                           | Nia Jax       |                |                                                  |                                                  |  |  |                                                   |                                                   |  |  |                                                  |                                                  |  |
|  | Naomi                                                                     | 8:21                                                                      |               |                |                                                  |                                                  |  |  |                                                   |                                                   |  |  |                                                  |                                                  |  |
|  | Naomi                                                                     | 8:21                                                                      |               |                |                                                  |                                                  |  |  |                                                   |                                                   |  |  |                                                  |                                                  |  |
|  | Nia Jax                                                                   | Ghim                                                                      |               |                |                                                  |                                                  |  |  |                                                   |                                                   |  |  |                                                  |                                                  |  |
|  | Nia Jax                                                                   | Ghim                                                                      |               | Nia Jax        | Phạm quy                                         |                                                  |  |  |                                                   |                                                   |  |  |                                                  |                                                  |  |
|  |                                                                           |                                                                           |               | Nia Jax        | Phạm quy                                         |                                                  |  |  |                                                   |                                                   |  |  |                                                  |                                                  |  |
|  |                                                                           |                                                                           | Jade Cargill  | 2:12           |                                                  |                                                  |  |  |                                                   |                                                   |  |  |                                                  |                                                  |  |
|  | Jade Cargill                                                              | Ghim                                                                      | Jade Cargill  | 2:12           |                                                  |                                                  |  |  |                                                   |                                                   |  |  |                                                  |                                                  |  |
|  | Jade Cargill                                                              | Ghim                                                                      |               |                |                                                  |                                                  |  |  |                                                   |                                                   |  |  |                                                  |                                                  |  |
|  | Piper Niven                                                               | 5:23                                                                      |               |                |                                                  |                                                  |  |  |                                                   |                                                   |  |  |                                                  |                                                  |  |
|  | Piper Niven                                                               | 5:23                                                                      |               | Nia Jax        | Ghim                                             |                                                  |  |  |                                                   |                                                   |  |  |                                                  |                                                  |  |
|  | SmackDown                                                                 |                                                                           |               | Nia Jax        | Ghim                                             |                                                  |  |  |                                                   |                                                   |  |  |                                                  |                                                  |  |
|  |                                                                           |                                                                           | Bianca Belair | 11:57          |                                                  |                                                  |  |  |                                                   |                                                   |  |  |                                                  |                                                  |  |
|  | Michin                                                                    |                                                                           | Bianca Belair | 11:57          |                                                  |                                                  |  |  |                                                   |                                                   |  |  |                                                  |                                                  |  |
|  |                                                                           |                                                                           |               |                |                                                  |                                                  |  |  |                                                   |                                                   |  |  |                                                  |                                                  |  |
|  | Tiffany Stratton                                                          |                                                                           |               |                |                                                  |                                                  |  |  |                                                   |                                                   |  |  |                                                  |                                                  |  |
|  |                                                                           | Tiffany Stratton                                                          | 13:10         |                |                                                  |                                                  |  |  |                                                   |                                                   |  |  |                                                  |                                                  |  |
|  |                                                                           |                                                                           | 13:10         |                |                                                  |                                                  |  |  |                                                   |                                                   |  |  |                                                  |                                                  |  |
|  |                                                                           |                                                                           | Bianca Belair | Ghim           |                                                  |                                                  |  |  |                                                   |                                                   |  |  |                                                  |                                                  |  |
|  | Bianca Belair                                                             | Ghim                                                                      | Bianca Belair | Ghim           |                                                  |                                                  |  |  |                                                   |                                                   |  |  |                                                  |                                                  |  |
|  | Bianca Belair                                                             | Ghim                                                                      |               |                |                                                  |                                                  |  |  |                                                   |                                                   |  |  |                                                  |                                                  |  |
|  | Candice LeRae                                                             | 2:48                                                                      |               |                |                                                  |                                                  |  |  |                                                   |                                                   |  |  |                                                  |                                                  |  |